# 民主镇 (马边县)
民主镇，原为民主乡，是中华人民共和国四川省乐山市马边彝族自治县下辖的一个乡镇级行政单位。2020年5月，撤销民主乡，设立民主镇，以苏坝镇越胜村15组和原民主乡所属行政区域为民主镇的行政区域。

## 行政区划
民主镇下辖以下地区：
丰产村、光华村、东湾村、油房村、龙秧坪村、大田村、雪峰村、小谷溪村和玛瑙村。